# Klepon
Il klepon (in giavanese ꦏ꧀ꦭꦼꦥꦺꦴꦤ꧀) è un dolce tradizionale indonesiano.

## Descrizione
Il klepon appartiene a quella categoria di dolcetti indonesiani  noti come kue. Si presenta come una pallina a base di riso glutinoso bollito e zucchero di palma liquido poi ricoperta da cocco. A volte all'impasto viene aggiunta la tapioca o in alternativa le patate dolci. Spesso si utilizzano foglie di pandano o dracaena angustifolia per conferire al dolce un colore verde.

## Storia
Il più antico documento scritto che menziona il klepon è il Serat Centhini, scritto durante la prima metà dell'Ottocento. In tale opera, il dolce viene menzionato più volte e figura nei banchetti alla corte dei Surakarta. Negli anni cinquanta del secolo seguente, il klepon si diffuse nei Paesi Bassi con l'affluenza sul posto di immigrati indonesiani. L'alimento è oggi molto popolare in Indonesia e viene spesso servito assieme ad altre pietanze dolci tipiche su un vassoio o su foglie di banana.